# LCE6A
LCE6A (англ. Late cornified envelope 6A) – білок, який кодується однойменним геном, розташованим у людей на 1-й хромосомі. Довжина поліпептидного ланцюга білка становить 80 амінокислот, а молекулярна маса — 9 022.
| 10         |  | 20         |  | 30         |  | 40         |  | 50         |
| ---------- |  | ---------- |  | ---------- |  | ---------- |  | ---------- |
| MSQQKQQSWK |  | PPNVPKCSPP |  | QRSNPCLAPY |  | STPCGAPHSE |  | GCHSSSQRPE |
| VQKPRRARQK |  | LRCLSRGTTY |  | HCKEEECEGD |  |            |  |            |

A: Аланін

C: Цистеїн

D: Аспарагінова кислота

E: Глутамінова кислота

G: Гліцин

H: Гістидин

K: Лізин

L: Лейцин

M: Метіонін

N: Аспарагін

P: Пролін

Q: Глутамін

R: Аргінін

S: Серин

T: Треонін

V: Валін

W: Триптофан

Задіяний у такому біологічному процесі, як кератинізація. 